# Sant’Anzolo

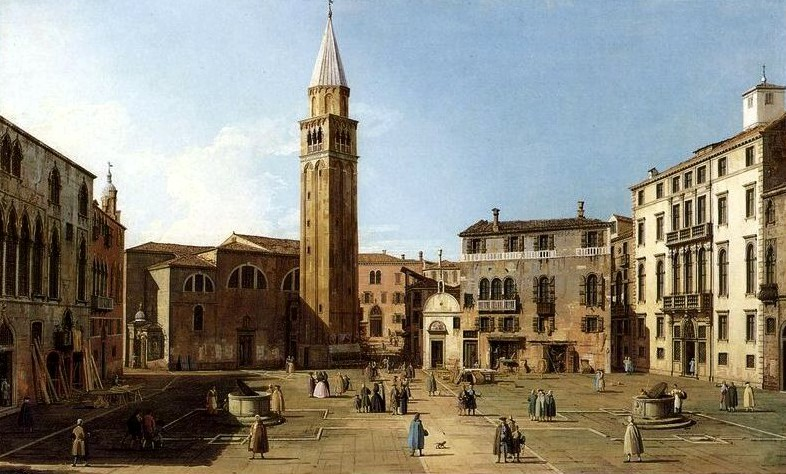
Canaletto: Campo Sant’Angelo

Gabriele Bella (1730–1799): Bärenjagd auf dem Campo, im Hintergrund die Kirche

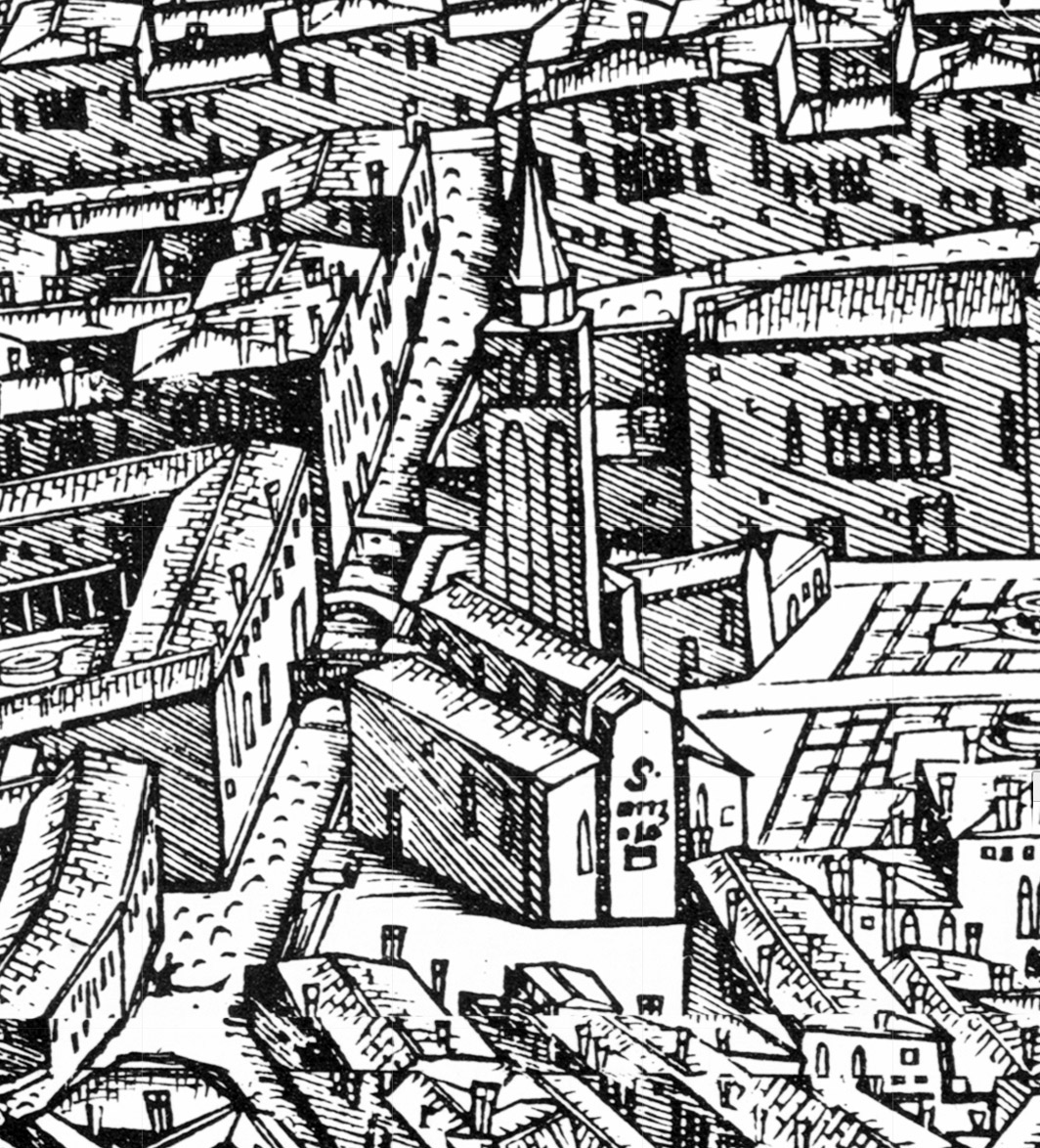
Die Kirche im Plan des Jacopo de’ Barbari vom Ende des 15. Jahrhunderts (Detail)

Sant’Anzolo (ven.) oder Sant’Angelo (it.), vollständig San Michele Arcangelo, war bis zu ihrer Schließung 1810 und ihrem Abriss im Jahr 1837 rund neun Jahrhunderte lang eine Kirche im venezianischen Sestiere San Marco. Sie ist nicht mit der Kirche San Michele in Isola auf der Insel Murano zu verwechseln.

## Geschichte
Eine dem hl. Maurus geweihte Kirche entstand etwa 920 durch die Morosini, eine der großen, klanartigen Familien Venedigs, die die Stadt beherrschten.
Die Kirche wurde zu einem unbekannten Zeitpunkt vor dem Jahr 1069 von der Familie Morosini della sbarra oder banda dem Erzengel Michael geweiht, doch wurde das Bauwerk 1105 durch einen Stadtbrand zerstört. Wohl um 1430 – dort ist von einer Fabrik in einem Testament die Rede – und nach 1631 wurde sie, wie viele Kirchen im venezianischen Barock, umgebaut. Sie bildete eine eigene Gemeinde, war jedoch der Kirche Santa Maria Zobenigo kirchenrechtlich unterstellt.
Unter Napoleon wurde die Kirche am 24. Oktober 1810 geschlossen, dann der Gemeinde von Santo Stefano zugewiesen, schließlich als Lager genutzt. 1837 wurde das Bauwerk abgerissen. Heute erinnert nur noch der Campo Sant’Anzolo an die Kirche.
Emmanuele Antonio Cicogna hatte wenige Jahre zuvor die dortigen mehr als 100 Inschriften in sein sechsbändiges Opus Delle Inscrizioni Veneziane aufgenommen.

## Beschreibung

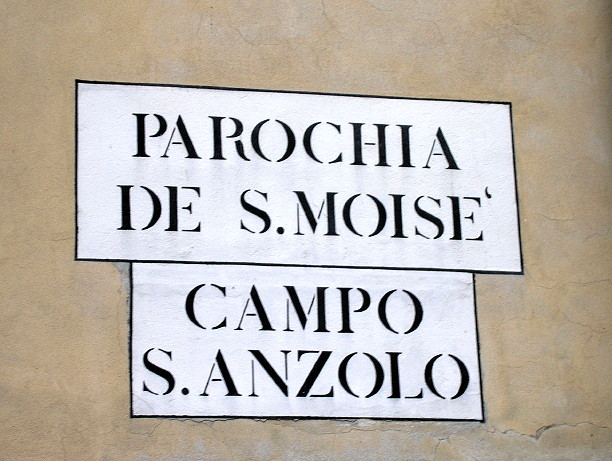
Schild mit dem Namen des Platzes und der heutigen Gemeinde

Das Bauwerk erhob sich gegenüber dem Konvent von Santo Stefano, dabei wies die Hauptfassade auf den besagten Campo, wie die Plätze in Venedig fast ausschließlich genannt werden. Wie aus älteren Darstellungen zu entnehmen ist, war die Kirche äußerlich recht schmucklos, wies ein großes Portal und drei große Fenster auf. Daneben erhob sich ein Campanile, der allerdings im Dezember 1455 bei Bauarbeiten zusammenbrach.

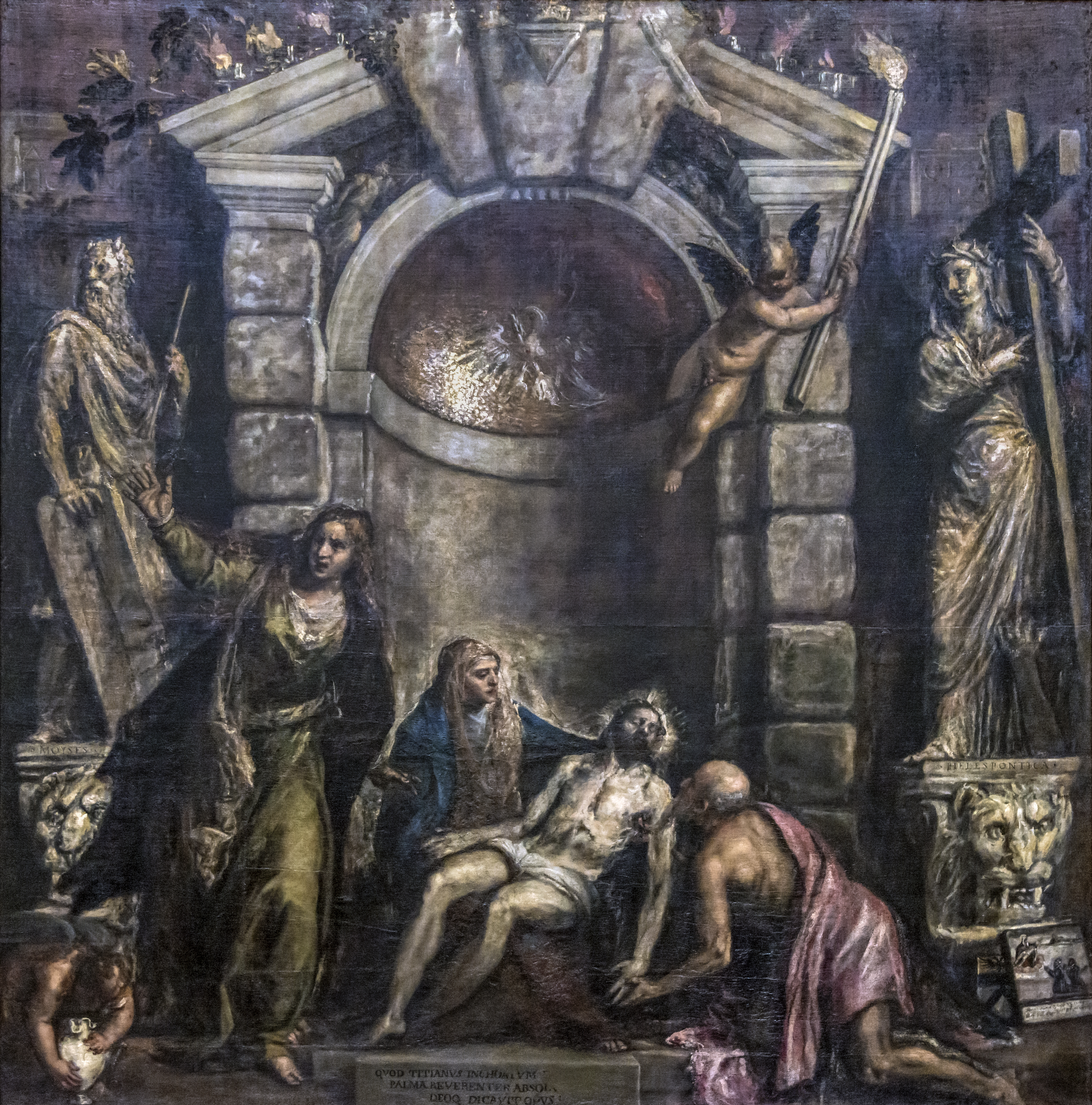
Tizians Pietà (Mitte der 1570er Jahre), heute in den Gallerie dell’Accademia zu Venedig. Das Werk misst 389×351 cm.

Auf einem der neun Altare befand sich, wohl seit 1631, eine Pala, ein Altarretabel, von Tizian, die Pietà. Sie befindet sich seit 1814 in den Gallerie dell’Accademia.
Cicogna nennt die Künstlernamen Zanetti und Boschini (1602–1681). Das Taufbecken befand sich zu dieser Zeit in Santo Stefano. Auch führt Cicogna die Gräber des Redners Giovanni Querini und des Bischofs Sebastiano Alcaini (1748–1803, Bischof von Belluno), dann Carlo Assonica (1626–1676), oder des Doktor Angelo Sabini auf.
Sansovino verwies seinerzeit auf Rocco Cataneo Veronese – wie Cicogna ergänzt: „auditore perpetuo di diversi nuncii in Venezia uomo dottissimo nelle leggi e nelle lettere humane“ –, aber auch der bekannte Advokat des 17. Jahrhunderts Jacopo Pighetti Bergamasco (1601–1647) war in der Kirche beigesetzt worden. Auch fand in der Kirche der Komponist Domenico Cimarosa sein Grab. Im Februar 1831 notierte Cicogna, es seien zwei Grabkisten ohne Inschrift gefunden worden, von denen er annahm, sie stammten aus dem 12. oder 13. Jahrhundert (S. 122, Anm. 1).